# Бурладинген
Бурладинген (њем. Burladingen) град је у њемачкој савезној држави Баден-Виртемберг. Једно је од 25 општинских средишта округа Цолерналб. Према процјени из 2010. у граду је живјело 12.621 становника. Посједује регионалну шифру (AGS) 8417013.

## Географски и демографски подаци
Бурладинген се налази у савезној држави Баден-Виртемберг у округу Цолерналб. Град се налази на надморској висини од 722 метра. Површина општине износи 123,3 km². У самом граду је, према процјени из 2010. године, живјело 12.621 становника. Просјечна густина становништва износи 102 становника/km².